# حبيه
حبيه قرية تابعة لمحافظة تثليث في منطقة عسير في المملكة العربية السعودية.